# بیان هیجان‌ها در انسان و جانوران
بیان هیجان‌ها در انسان و جانوران سومین اثر عمده چارلز داروین در نظریه تکاملی است که پس از خاستگاه گونه‌ها (۱۸۵۹) و تبار انسان (۱۸۷۱) می‌باشد. این بیان که در ابتدا به عنوان فصلی در تبار انسان در نظر گرفته شده بود، طولانی شد و به‌طور جداگانه در سال ۱۸۷۲ منتشر شد. این کتاب به جنبه‌های بیولوژیکی زندگی عاطفی می‌پردازد و داروین به بررسی خاستگاه جانوری ویژگی‌های انسانی مانند بالا بردن ابروها در لحظه‌های غافلگیرکننده و بالا بردن لب بالایی در حالت پوزخندی پرخاشگرانه می‌پردازد. ترجمه آلمانی The Expression در سال ۱۸۷۲ منتشر شد. نسخه‌های هلندی و فرانسوی در سال‌های ۱۸۷۳ و ۱۸۷۴ دنبال شدند. چاپ دوم کتاب، تنها با تغییرهای جزئی، در سال ۱۸۹۰ منتشر شد. از نخستین انتشارش، The Expression هرگز چاپ نشد، اما همچنین به عنوان «شاهکار فراموش‌شده داروین» توصیف شده‌است.